# Иван Птачек
Иван Непомуцки Птачек е вторият викарий на Софийско-Пловдивския апостолически викариат от монашески орден на Лигуористите.

## Биография
През 1836 г. отец Иван Птачек е поел управлението на епархията малко след като е пристигнал в България. Птачек успява да издейства султански ферман (разрешение) за построяване на църква в Пловдив през 1836 г. Църквата е изградена през 1839 г.
През 1837 г. чумна епидемия за около 5-6 месеца е отнела живота на около 300 католици в Пловдивско.
Лигуристите провеждат реформи и създават нови правила. Въвеждат публичните шествия из населените места (алаите), хоровото пеене в църквите, задължават вярващите редовно да посещават празничните и неделни литургии. Епископът се е борил против пиянството, което било много разпространено в Калъчлии, Балтаджии и Дуванлии. Той се е опитал да отстрани лихварството, което било много разпространено, като заплашвал лихварите с тежки църковни наказания.
Той се съпротивлявал напълно на турците, да карат миряните да работят в празнични дни. Това не се харесало на турската власт, която изискала Рим да го отзове. Лигуористите напускат епархията през септември 1840 г.